# 한국의 축제 목록
다음은 한국의 축제에 관한 내용이다.
- 대한민국의 축제 목록
- 조선민주주의인민공화국의 축제 목록